# NGC 5075
NGC 5075 (również PGC 46424) – galaktyka eliptyczna (E), znajdująca się w gwiazdozbiorze Panny. Odkrył ją Albert Marth 25 marca 1865 roku. Jest to galaktyka z aktywnym jądrem typu LINER.